# Fortaleza da Madre de Deus e São Pedro
A Fortaleza da Madre de Deus e São Pedro, também referida como Forte do Matos, localizava-se na cidade do Recife, no estado de Pernambuco, no Brasil.

## História
Foi edificada entre 1684 e 1685, sobre um banco de areia aterrado com esse fim, no sul do Istmo do Recife (atual bairro do Recife), por Antônio Fernandes de Matos, após autorização do então governador da capitania de Pernambuco, D. João de Sousa e do soberano Pedro II de Portugal (1683-1706). Recebeu esta designação uma vez que era vizinha ao Convento da Madre de Deus e em homenagem ao próprio soberano.
Matos foi um mestre de obras e empresário português que teve um papel relevante na reconstrução da cidade após a capitulação dos holandeses (26 de janeiro de 1654), custeando muitas obras às próprias expensas.
Esta fortificação foi o único empreendimento de Matos na arquitetura militar e valeu-lhe a patente de capitão e um soldo. Após ter construído o forte para o governo, utilizou o restante do terreno para a construção de casas de sua propriedade.
Manteve-se operacional até 1750, passando a ter outros usos após essa data. No século XIX abrigou a Assembleia Legislativa de Pernambuco, vindo a ser demolida em 1847.
O historiador José António Gonsalves de Mello, entretanto, refere que as modificações provocadas pelos aterros feitos para a sua construção começaram a assorear o porto do Recife e que, após muitas polémicas, nos últimos meses de 1727 e princípios de 1728, o forte foi demolido e as suas pedras reaproveitadas para a expansão do porto.
Em 2003, durante trabalhos para a construção de um edifício de estacionamentos do Paço da Alfândega, foram identificadas partes da antiga fortificação. Os trabalhos de prospecção arqueológica, a cargo de uma equipe da Universidade Federal de Pernambuco e da ONG Ouricuri identificaram as bases de um portal e de parte da parede norte do forte, de traçado retilíneo, onde se rasgava a entrada da fortificação. Havia a intenção, à época, de preservar e integrar os achados arqueológicos ao "Memorial Maurício de Nassau" no piso térreo do estacionamento.

## Características
A fortificação apresentava planta semicircular pelo lado da água (face sul) - acompanhando os limites entre o aterro e o rio Capibaribe -,e dois semi-baluartes pelo lado de terra defendendo o portão de armas.
Internamente, no terrapleno, erguiam-se as edificações de serviço.